# 寺坂尚呂己
寺坂 尚呂己（てらさか ひろき、1996年12月2日 - ）は、日本の俳優。かつてスターダストプロモーション芸能1部所属し、2023年4月よりFOX TOKYO所属。宮崎県生まれ。過去にカスタマイZのベースとして活動していた。

## 出演
- NHK教育『ビットワールド』 - ヒロキ（本編） 、ワッキーさん（呪いのワッキーさん）、ヒロアキ君（モテールの館）など(2011年-2020年)
- 映画『告白』(2010年)
- 舞台『ゼロイチ』
- ラジオ『恵比寿学園男子部 放課後Customize』（音泉：2012年4月6日 - 2013年7月5日）[1]
- ラジオ『カスタマイZのハジメマシタ』（超!A&G+：2014年10月11日 - 2016年4月2日）
- ラジオ『A&Gリクエストアワー 阿澄佳奈のキミまち!』（2019年4月 - 、文化放送） - 中継リポーター[2]
- ラジオCD『恵比寿学園男子部 放課後カスタマイズ』Vol.1[3]
- 映画 『リュウセイ』（2013年）- 博人 役
- アニメ『問題児たちが異世界から来るそうですよ?』（2013年3月16日）- サラマンドラ兵士C 役
- CM『みずほ銀行 「銀行の学割」』（2017年3月 -）
- CM『明星食品　チャルメラ「チャルメニャ バリカタ豚骨篇」』（2017年3月 -）
- 舞台『マイ・バケットリスト Season6』（2019年11月8日 - 14日）- ヘギ 役
- CM『日本コカ・コーラ株式会社「ジョージア」』（2020年9月7日 -）
- 舞台『ハンズアップ』（2020年11月18日 - 23日）